# Saint-Georges-sur-Allier
 Saint-Georges-sur-Allier  es una población y comuna francesa, situada en la región de Auvernia, departamento de Puy-de-Dôme, en el distrito de Clermont-Ferrand y cantón de Vic-le-Comte.

## Demografía
| 435 | 449 | 505 | 601 | 949 | 997 |
| Para los censos de 1962 a 1999 la población legal corresponde a la población sin duplicidades (Fuente: INSEE [Consultar]) |     |     |     |     |     |